# Natália Szabanin
Natália Szabanin (* 11. Oktober 2003) ist eine ungarische Tennisspielerin.

## Karriere
Szabanin begann mit sieben Jahren mit dem Tennissport und bevorzugt Sandplätze. Neben Juniorinnenturnieren der ITF Juniors World Tennis Tour spielt sie überwiegend Turniere der ITF Women’s World Tennis Tour, wo sie bislang vier Titel im Einzel und drei im Doppel gewann.

## Turniersiege

### Einzel
| Nr. | Datum             | Turnier   | Kategorie | Belag | Finalgegnerin       | Ergebnis       |
| --- | ----------------- | --------- | --------- | ----- | ------------------- | -------------- |
| 1.  | 26. Juni 2022     | Prokuplje | ITF W25   | Sand  | Tara Würth          | 6:4, 7:65      |
| 2.  | 3. Juli 2022      | Den Haag  | ITF W25   | Sand  | Magali Kempen       | 7:63, 6:4      |
| 3.  | 4. September 2022 | Wien      | ITF W25   | Sand  | Tena Lukas          | 7:5, 6:3       |
| 4.  | 18. August 2024   | Duffel    | ITF W35   | Sand  | Katharina Hobgarski | 7:63, 3:6, 6:0 |

### Doppel
| Nr. | Datum            | Turnier | Kategorie | Belag     | Partnerin        | Finalgegnerinnen                          | Ergebnis         |
| --- | ---------------- | ------- | --------- | --------- | ---------------- | ----------------------------------------- | ---------------- |
| 1.  | 22. Mai 2021     | Šibenik | ITF W15   | Sand      | Petra Marčinko   | Darja Astachowa Jekaterina Makarowa       | 6:4, 6:3         |
| 2.  | 29. Mai 2021     | Šibenik | ITF W15   | Sand      | Petra Marčinko   | Nefisa Berberović Nicole Fossa Huergo     | 6:4, 3:6, [10:4] |
| 3.  | 29. Oktober 2023 | Loulé   | ITF W25   | Hartplatz | Dominika Šalková | Darja Chamuzjanskaja Ewjalina Laskewitsch | 4:6, 6:2, [10:1] |